# Thirds
Albums de James Gang
James Gang Rides Again
(1970) James Gang Live in Concert
(1971)
Singles
1. Walk Away
Sortie : 1971
2. Midnight Man
Sortie : 1971

Thirds est le troisième album studio du groupe rock américain, James Gang.
Cet album est sorti en avril 1971 sur le label ABC Records et a été produit par le groupe et Bill Szymczyk.

## Historique
Il fut enregistré à Cleveland, New York et Los Angeles. Il est le dernier album studio avec Joe Walsh, qui après avoir évolué un premier temps en en solo, rejoignit les Eagles en 1976.
Lancé sur la voie du succès par l'album précédent, James Gang Rides Again, Thirds ne tient pas toutes ses promesses et on sent les dissensions entre les musiciens, Joe Walsh étant devenu l'objet de toutes les attentions. Sur cet album, seule une composition, l'instrumental "Yadig", est signée en commun par le groupe, le reste des titres sont des chansons individuelles de chaque membre du groupe, quatre de Walsh, deux de Peters et deux de Fox. Il atteindra quand même la 27e place du Billboard 200 et sera certifié disque d'or aux États-Unis.
Deux singles furent tirés de l'album, deux compositions de Joe Walsh, "Walk Away" (# 51) et "Midnight Man" (# 80) qui entrèrent dans les charts du Billboard Hot 100.

## Liste des titres

### Face 1
| No | Titre                   | Auteur                      | Chant        | Durée |
| -- | ----------------------- | --------------------------- | ------------ | ----- |
| 1. | Walk Away               | Joe Walsh                   | Joe Walsh    | 3:32  |
| 2. | Yadig ?                 | Jim Fox, Dale Peters, Walsh | Instrumental | 2:30  |
| 3. | Things I Could Be       | Fox                         | Fox          | 4:18  |
| 4. | Dreamin' in the Country | Peters                      | Peters       | 2:57  |
| 5. | It's All the Same       | Walsh                       | Walsh        | 4:10  |

### Face 2
| No | Titre                 | Auteur | chant  | Durée |
| -- | --------------------- | ------ | ------ | ----- |
| 1. | Midnight Man          | Walsh  | Walsh  | 3:28  |
| 2. | Again                 | Walsh  | Walsh  | 4:04  |
| 3. | White Man / Black Man | Peters | Peters | 5:39  |
| 4. | Live My Life Again    | Fox    | Walsh  | 5:26  |

## Musiciens
- Joe Walsh: chant, guitares, guitare pedal steel, piano électrique
- Dale Peters: chant, basse, contrebasse, vibraphone, chœurs
- Jim Fox: chant, batterie, percussions, piano, orgue

avec
- Tom Baker: cuivres
- Bob Webb: chœurs
- Mary Sterpka: chœurs
- The Sweet Inspirations: chœurs sur "White Man / Black Man"

## Charts et certification
| Pays       | Durée du classement | Meilleur classement |
| ---------- | ------------------- | ------------------- |
| Canada     | 9 semaines          | 32e                 |
| États-Unis | 30 semaines         | 27e                 |

| Pays       | Certification | Ventes    | Date       |
| ---------- | ------------- | --------- | ---------- |
| États-Unis | Or            | 500 000 + | 12/07/1972 |

Charts singles
| Année | Single       | Chart   | Durée du classement | Position |
| ----- | ------------ | ------- | ------------------- | -------- |
| 1971  | Midnight Man | Hot 100 | 4 semaines          | 80e      |